# Abe no Nakamaro

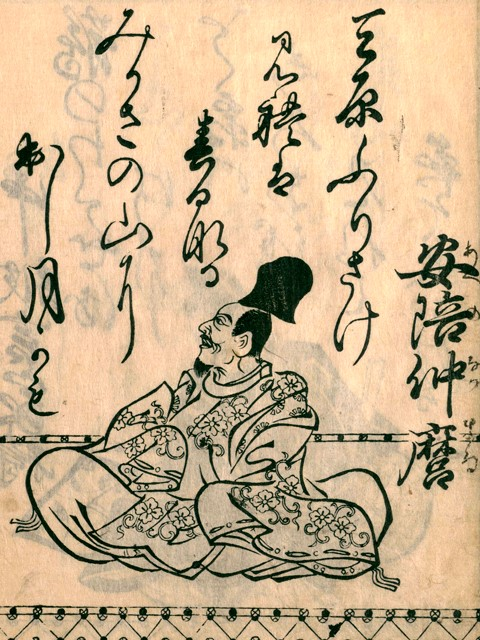
Abe no Nakamaro

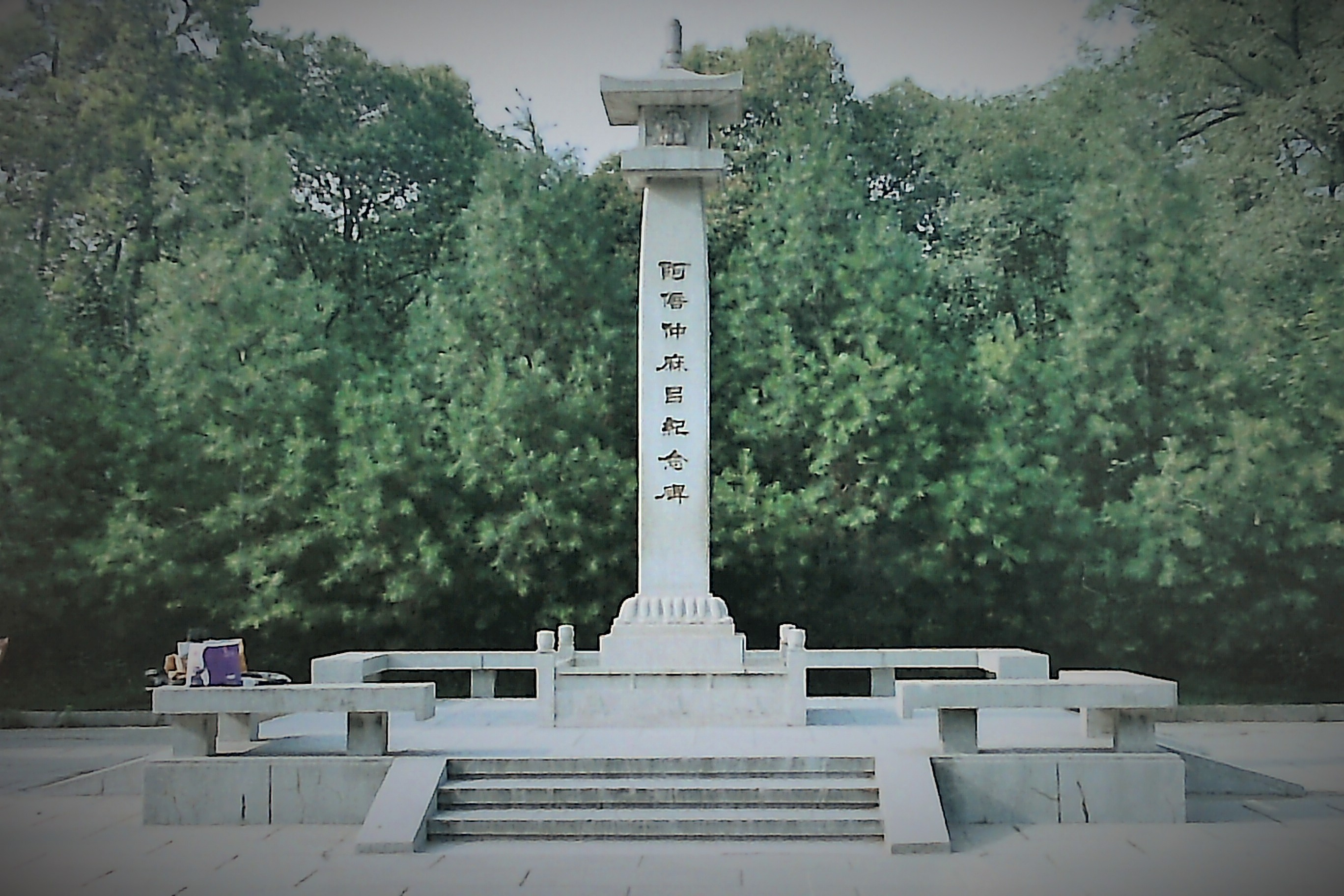
Gedenkstätte in China

Abe no Nakamaro (japanisch 阿倍 仲麻呂; geboren 698 in Japan; gestorben 770 in Chang’an, China) war ein japanischer Dichter und Regierungsbeamter in China.

## Leben und Wirken
Abe no Nakamaro, Sohn von Abe no Funamori (阿倍 船守), reiste Jahr 717 als Student, zusammen mit Kibi no Makibi (695–775) und anderen, ins China der Tang-Dynastie. Er ließ sich in der chinesischen Hauptstadt Chang’an nieder, nahm einen chinesischen Namen an und wirkte als Staatsbediensteter. Er gewann daneben einen Ruf als Kenner der Literatur, schloss Freundschaft mit Dichtern wie Li Bai (701–763), Wang Wei (701–761) und Chu Guangxi (儲 光羲, 707–763).
Im Jahr 753 beschloss Abe, mit der Gesandtschaft des Fujiwara no Kiyokawa (?–778) nach Japan zurückzukehren. Auf der Fahrt war gerade Vollmond. So verfasste er das berühmte Gedicht „Wenn man zum Himmel hinaufblickt, könnte es der Mond sein, der im Frühling über dem Berg Mikasa erscheint“, das später das chinesische Volk beeindruckte. Sie gerieten jedoch auf See in einen Sturm und trieben in Annam an Land. Er hatte keine andere Wahl, als mit Fujiwara nach China zurückzukehren. Er änderte seinen Namen in Zhao Heng (晁衡), diente den Kaisern Suzong und Daizong und wurde zum Beschützer der Stadt Chinnan ernannt. Er wurde später Generalgouverneur von Vietnam, das damals sich unter chinesischer Kontrolle befand. Abe starb in Chang’an, nachdem er 54 Jahre außerhalb Japans gelebt hatte.
Als Abe in Chang’an starb, verlieh ihm Kaiser Daizong den Ehrentitel eines Großgouverneurs der Provinz Luzhao (潞州大都督, Luzhao dadudu). In Japan wurde Abe no Nakamaro, nachdem er in China gestorben war, am 10. Mai 779 auf kaiserlichen Befehl geehrt. Im Zusammenhang damit wurden seine armen Verwandten mit Hilfsmitteln versorgt.
Abe ist vor allem als Waka-Poet in Erinnerung geblieben. Seine Gedichte sind in der Anthologie „Ogura Hyakunin Isshu (小倉百人一首)“ enthalten. Sie zeigen seine Sehnsucht nach seiner Heimat.